# Yuki Okamoto
Yuki Okamoto (岡本 勇輝 Okamoto Yuki?), född 10 juni 1983 i Gunma prefektur, är en japansk före detta fotbollsspelare.
Okamoto började sin karriär 2006 i Mito HollyHock. Efter Mito HollyHock spelade han för FC Ganju Iwate, Fukushima United FC och Türkiyemspor Berlin. Han avslutade karriären 2010.